# Bulgaria Open 2017 (Badminton)
Die Bulgaria Open 2017 im Badminton fanden vom 14. bis zum 17. August 2017 in Sofia statt.

## Sieger und Platzierte
| Disziplin    | Gold                             | Silber                          | Bronze                                 |
| ------------ | -------------------------------- | ------------------------------- | -------------------------------------- |
| Herreneinzel | Lakshya Sen                      | Zvonimir Đurkinjak              | Dinuka Karunaratne                     |
| Herreneinzel | Lakshya Sen                      | Zvonimir Đurkinjak              | Ivan Rusev                             |
| Dameneinzel  | Neslihan Yiğit                   | Luise Heim                      | Maria Delcheva                         |
| Dameneinzel  | Neslihan Yiğit                   | Luise Heim                      | Aliye Demirbağ                         |
| Herrendoppel | Mathias Thyrri Søren Toft Hansen | Jeppe Bay Rasmus Kjær           | Daniel Lundgaard Karl Thor Søndergaard |
| Herrendoppel | Mathias Thyrri Søren Toft Hansen | Jeppe Bay Rasmus Kjær           | Max Flynn Léo Rossi                    |
| Damendoppel  | Gabriela Stoeva Stefani Stoeva   | Bengisu Erçetin Nazlıcan Inci   | Özge Bayrak Cemre Fere                 |
| Damendoppel  | Gabriela Stoeva Stefani Stoeva   | Bengisu Erçetin Nazlıcan Inci   | Nadia Fankhauser Iris Tabeling         |
| Mixed        | Alex Vlaar Iris Tabeling         | Mathias Thyrri Emilie Aalestrup | Mikkel Stoffersen Susan Ekelund        |
| Mixed        | Alex Vlaar Iris Tabeling         | Mathias Thyrri Emilie Aalestrup | Vladimir Shishkov Stefani Stoeva       |